# Raoul Dufy
Raoul Dufy (Le Havre, 3. lipnja 1877. – Forcalquier, 23. ožujka 1953.), francuski slikar.
Dufy je najprije posječivao večernje tečajeve u umjetničkoj školi u Le Havru prije nego što je sa stipendijom svojeg rodnog grada dospio u pariški École-des-Beaux-Arts, gdje je u ateljeu Bonnat započeo svoj studij. Slika od Henri Matissea ga je ‚’preokrenula’’ u fovizam. 1909. Je posjetio zajedno s prijateljem Frieszom München te je dospio pod utjecajem Paul Cézannea. 
Pošto mu slikarstvo nije donijelo dovoljno prihoda za preživljavanje,  zarađivao je za svoje prihode uz keramičkim radovima, drvorezima te tapiserijama. Tek nakon što je sredinom 20-ih godina te 1937. svoj stil nešto promijenio, dobio je priznanje. Kako je mogao na pariškoj svjetskoj izložbi 1937. dekorirati paviljon svjetlosti, oslikao je sa 600 m2 tada najveću sliku na svijetu.